# Petjenegi
Petjenegi eller peçenekler (tyrkisk: peçenekler;  bulgarsk, russisk: Печенеги, tr. Petjenegi; latin: pасinасае) var et halv-nomadisk tyrkisk folk fra de centralasiatiske stepper, som talte et tyrkisk sprog.

## Oprindelse
I bogen Divânü Lugâti't-Türk fra det 11. århundrede, skrevet af Mahmud Kashgari, er der to titler under navnet beçenek: det første er "en tyrkisk nation, som bor omkring landet til rum", hvor "rum" blev brugt af tyrkerne til at betegne det Det byzantinske rige. Anden gang, Beçenek nævnes i den samme bog, er det "en gren af oghuz-tyrkerne." Og senere i samme bog findes benævnelsen oguz, Oghuz-tyrkere, hvor det fortælles, at de er dannede af 22 forgreninger og den 19. forgrening blev kaldt Beçenek. Etymologen Max Vasmer udleder dette navn af det tyrkiske ord for "svoger, slægtning".
Petjenegierne omtales i historiske kilder kun i det 8., 9. århundrede og 10. århundrede, da de beboede regionen mellem nedre Volga, Don, og Uralbjergene. Omkring 9. og 10. århundrede e. Kr. kontrollerede de store dele af stepperne i det sydvestlige Eurasien og Krim-halvøen. Selvom de udgjorde en betydelig magtfaktor i regionen på denne tid, rakte deres begreber om statsmandskunst ikke længere end til tilfældige angreb på naboer og til at tjene som lejesoldater for andre magter, som tilfældet var med andre nomadiske stammer.
Konstantin Porfyrogenitus skriver omkring 950, at Patzinakia, petjenegiernes rige, strakte sig vestfra så langt som Siret-floden (og helt til Karpaterne), og var fire dagsrejser fra "Tourkias" (det vil sige Ungarn).
Patzinakia er inddelt i 8 provinser med tilsvarende antal mægtige fyrster. Provinserne er: navnet på den første er Irtim, den andre Tzour, den tredje Gyla, den fjerde Koulpei, den femte Charaboi, den sjette Talmat, den syvende Tsjopon, den ottende Tzopon."  

## Armenske kilder
I de armenske krøniker af Matteus fra Odessa nævnes petjenegierne nogle få gange i kapitel 75. Første gang omkring 1050-51, hvori han siger, at Badzinag-folket forårsagede store ødelæggelser i mange romerske stater, det vil sige på byzantinsk territorium. I kapitel 103 berettes det, at romernes allierede, Padzunak og Uz (grene af oghuz-tyrkere skiftede side, da kampene var på det mest intense, og vendte sig mod de byzantinske styrker, side om side med seldsjuk-tyrkerne. I kapitel 132 omtales en krig mellem Rom og padzinager, efter den romerske (byzantinske) hærs nederlag, hvor de foretager en mislykket belejring af Konstantinopel. I samme kapitel er padzinagene beskrevet som en bueskyttehær. Senere, i kapitel 299 sender den armenske prins Vasil, som tjente i den romerske hær, en trop padzinager for at komme de kristne til hjælp.

## Alliance med Det byzantinske rige
I det 9. århundrede blev petjenegierne allierede af byzantinerne, der benyttede bl.a. til at holde farligere fjender som rus og magyarere borte. Dette var et gammelt romersk kneb (del og hersk), som blev videreført af deres byzantinske efterkommere – at spille det ene fjendefolk ud mod det andet.
Uzerne var et andet tyrkisk steppefolk, som til sidst fordrev petjenegierne fra deres hjemegne og frarøvede dem deres husdyr og alt andet af værdi. En alliance mellem oghuzer, også kimeker og karlukker satte petjenegierne under pres. Men en anden gruppe, samaniderne påførte alliancen nederlag. Efterhånden som petjenegierne blev drevet vestover af khazarerne og kumanerne, fordrev petjenegierne selv magyarene vest for Dnepr i 892.
I 894 gik bulgarerne til angreb på Byzans. Tidlig i 895 sendte kejser Leo 4. den Vise bud efter hjælp fra magyarerne, som sendte en hær, som stod under kommando af Levente ind i Bulgarien. Levente ledede felttoget på glimrende vis og trængte dybt ind i Bulgarien, mens den byzantinske hær angreb Bulgarien fra syd. Fanget i en klemme mellem magyarere og byzantiske styrker indså Simon 1., at han ikke kunne føre krig på to fronter og sluttede en hurtig våbenhvile med det byzantinske rige.
Simon 1. engagerede petjenegierne til at hjælpe med at holde magyarerne borte. Petjenegierne udførte denne opgave så godt, at de også fordrev magyarerne, som var blevet tilbage i Etelköz og de pontiske stepper, og tvang dem vest over til nedre Donau, Transdanubien og mod de pannoniske stepper, hvor de senere grundlagde Kongeriget Ungarn.

## Historie og fald
Fra det 9. århundrede e. Kr. havde petjenegierne uheldige kontakter med Kijevriget. I mere end to århundreder foretog de tilfældige overfald ind i landområder, som hørte under rus, og som til tider blev optrappet til krige i fuld skala (såsom krigen i 920 mod petjenegierne, der blev anført af Igor fra Kijev), som omtales i Nestorkrøniken. Men der var også midlertidige militæralliancer, fx ved felttoget mod byzantinerne i 943 under ledelse af Igor. I 968 belejrede og angreb petjenegierne byen Kijev.
En del af petjenegierne fulgte fyrsten af Kijev, Svjatoslav 1. på felttoget mod Byzans i 970 og 971, selv om petjenegierne til sidst lagde sig i baghold og dræbte fyrsten af Kijev i 972. Ifølge Nestorkrøniken lod petjenegiernes khan Kurya lave et bæger af hans hovedskal efter steppenomadernes skik. I konfrontationerne mellem petjeneger og rus i Vladimir 1.'s regeringstid kom de to parter ud af det med vekslende held. Vladimir grundlagde byen Perejaslav på stedet, hvor han havde besejret petjenegierne. Dette blev efterfulgt af petjenegiernes nederlag i Jaroslav den vises regeringstid. Kort efter blev de svækkede petjenegiere på de pontiske stepper erstattet af et andet nomadefolk, kumanerne eller polovtsyerne.
Efter århundreder med stridigheder og skærmydsler, som omfattede alle deres nabofolk, Det byzantinske Rige, Kijev-rus, khazarer og magyarer, blev petjenegierne udslettet som uafhængig magt i slaget ved Levounion ved et kombineret angreb fra den byzantinske og den kumanske hær under ledelse af den byzantinske kejser Alexios 1. Komnenos i 1091. Efter et nyt angreb fra kumanisk hold i 1094 blev mange petjenegier dræbt eller assimileret. Endnu en gang blev de angrebet og nedkæmpet af byzantinerne i slaget ved Beroia i 1122. For en tid fandtes der fortsat betydelige samfund af petjenegier i Ungarn. Men til sidst ophørte de at eksistere som eget folk og blev assimileret med nabofolk som bulgarerne, magyarerne og gagauzerne.